# Cratere Pizzarello
Pizzarello è un cratere sulla superficie di Marte.
Il cratere è dedicato a Sandra Pizzarello, un’astrobiologa italiana.